# Огни большой деревни
«Огни большой деревни» — российский комедийный фильм режиссёра Ильи Учителя, получивший два приза на «Кинотавре»: за лучший сценарий и лучшее кино о кино. Предпоказ фильма 25 января 2017 года в кинотеатре «Октябрь» собрал 1500 человек. Широкий прокат в России начался 2 февраля 2017 года.

## Сюжет
Действие фильма происходит в российской глубинке, где простой киномеханик Федя пытается спасти «Родину». Речь, конечно же, идет не о нашей стране, а об обычном кинотеатре, который давным-давно перестал приносить доход и власти решили сделать из него магазин. Чтобы спасти кинотеатр Феде необходимо снять крутой фильм и желательно, чтобы в нём была какая-нибудь популярная звезда. Этой звездой оказывается Дмитрий Дюжев, которого Федя и его друзья похищают из проходящего мимо их городка поезда.

## Факты
- Сначала планировалось, что разработкой сценария займётся Жора Крыжовников[2].

## В ролях
- Дмитрий Дюжев
- Кирилл Фролов
- Максим Емельянов
- Анастасия Мытражик
- Василий Кортуков
- Юрий Быков
- Тагир Рахимов
- Карен Мартиросян
- Кирилл Полухин
- Анна Воркуева
- Константин Сухарьков — режиссёр на площадке

## Съемочная группа
- Автор сценария: Константин Челидзе
- Режиссёр-постановщик: Илья Учитель
- Оператор-постановщик: Алишер Хамидходжаев
- Композитор: Мурат Кабардоков
- Художник-постановщик: Анастасия Гаврилова
- Художник по костюмам: Наталия Седицкая
- Художник по гриму: Ирина Илларионова
- Монтаж: Александр Кошелев
- Звукорежиссёр: Нелли Иванова
- Креативные продюсеры: Илья Учитель, Иван Заваруев
- Исполнительный продюсер: Елена Быстрова
- Продюсер: Филипп Пастухов